# Христо Янков (строител)
Вижте пояснителната страница за други личности с името Христо Янков.
Христо Янков Трампев е български строител от края на XIX началото на XX век.

## Биография
Христо Янков Трампев е роден в 1883 година в битолското село Смилево, тогава в Османската империя, в големия строителен род Трампеви. Негов баща е известният строител Янко Трампев. Става виден майстор зидар в региона и работи в тайфата на баща си, представител на Смилевската школа на Дебърската художествена школа. В тайфата работи заедно с брат си Илия. С тях строи частни къщи и обществени сгради в Солун.